# Fontaine-lavoir d'Hyèvre-Paroisse
La fontaine-lavoir d'Hyèvre-Paroisse est une fontaine située sur la commune d'Hyèvre-Paroisse dans le département français du Doubs.

## Localisation
La fontaine-lavoir est située au centre du village d'Hyèvre-Paroisse, sur un ruisseau traversant le village.

## Histoire
La fontaine-lavoir est construite en 1848.
Elle subit une restauration à la fin du XXe siècle. La fontaine-lavoir d'Hyèvre-Paroisse est inscrite aux monuments historiques par arrêté du 29 septembre 1981.

## Architecture
Le lavoir est constitué d'un grand bassin carré en pierre, séparé en deux parties inégales, avec une pile de jet accolée au milieu du côté en façade. L'ensemble est couvert par un toit de tuiles à quatre pentes et protégé sur trois côtés par des murs en planches de bois.

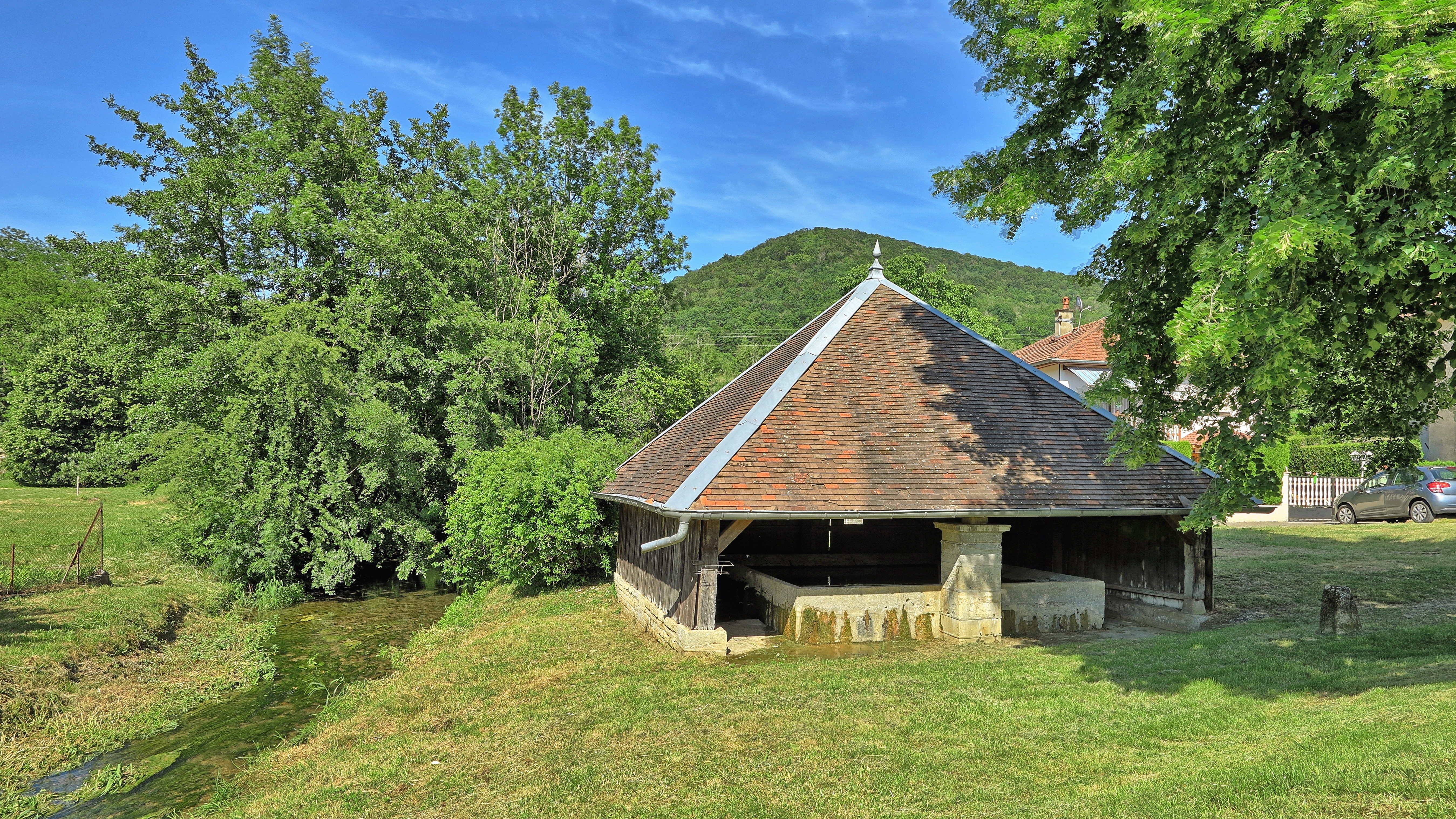
Le lavoir au bord du ruisseau.
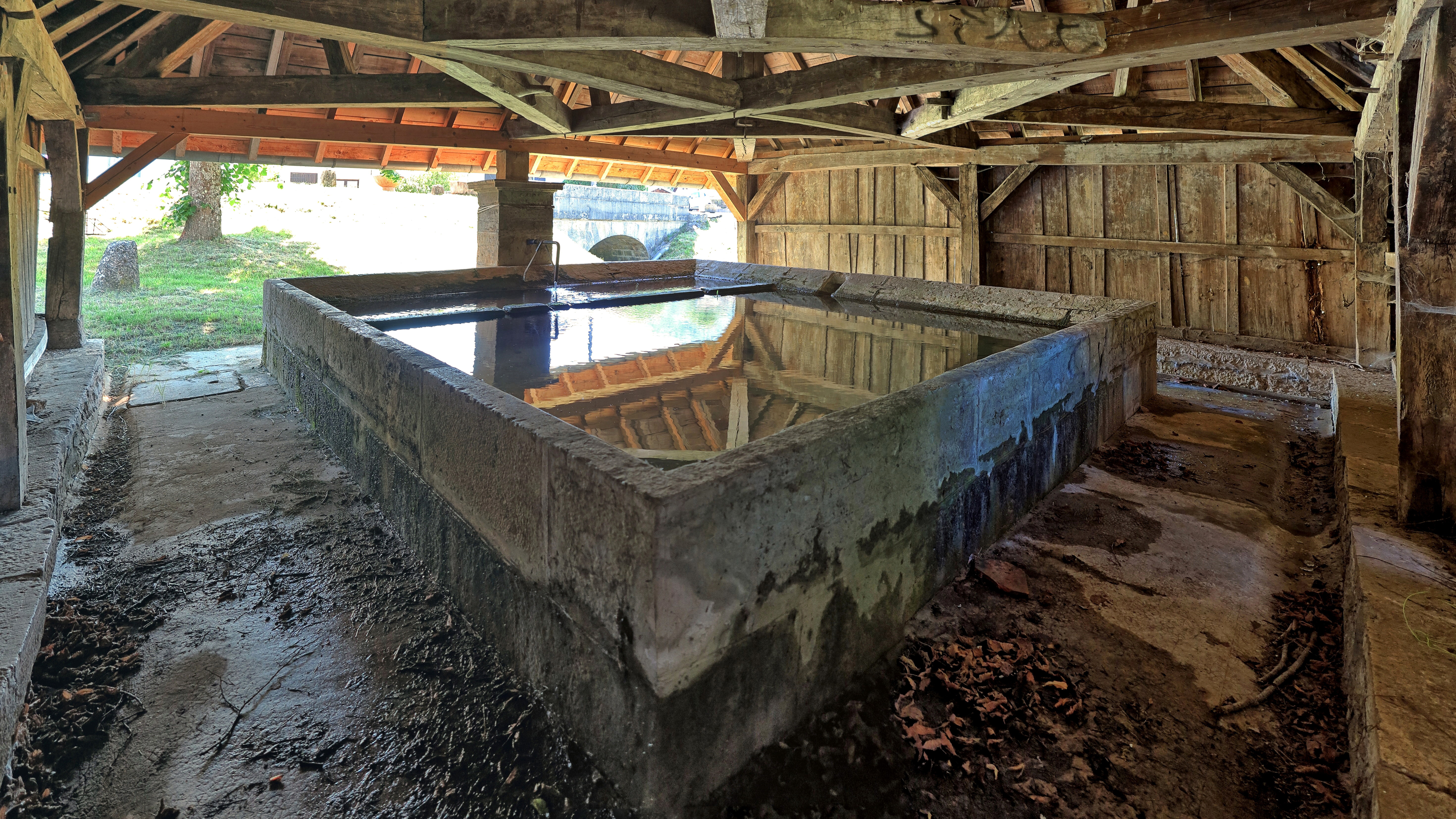
Le bassin du lavoir.